# 阪井久良伎

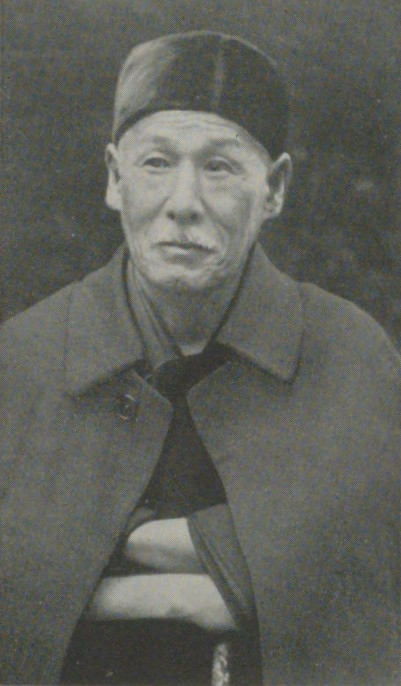
阪井久良伎

阪井 久良伎（さかい くらき、明治2年1月24日（1869年3月6日） - 昭和20年（1945年）4月3日）は川柳作家である。別名：阪井 久良岐（さかい くらき）、徒然坊、坂井 弁（さかい わかち）、酒井 弁（さかい わかち）、本名：阪井 弁（さかい わかち）。井上剣花坊とともに川柳革新運動を行った。
神奈川県久良岐郡野毛（現在の横浜市中区野毛町）に生まれる。本名、辨（わかち）、父は税関役人であった。共立英語学校、東京高等師範国文科在籍中より、石城、徒然坊の筆名で漢詩・和歌の投稿を行った。明治29年（1896年）報知新聞に入社、翌年新聞『日本』に入社する。『旧派歌人十余家の自賛歌十首』を連載し、この記事は正岡子規の反発を受け、子規の『歌よみに与ふる書』が執筆される機縁となった。明治36年（1903年）『日本』の川柳壇の選者を務め、『川柳梗概』を執筆し川柳の革新運動を始める。同年、井上剣花坊が『日本』に入社し、新川柳を担当したため、『電報新聞』（後に毎日新聞に買収される）で川柳壇を担当した。明治37年（1904年）、久良岐社を創立し、川柳誌『五月鯉』を創刊した。『五月鯉』は明治40年に刊行にゆきづまるが、その後、川柳誌『矢車』の序文に寄稿し、明治42年に『獅子頭』、大正3年に『川柳文学』を創刊した。
江戸期の川柳・狂句が滑稽・風刺に偏ったことを改め、風俗詩としての川柳を主張した。主要な著作は『川柳久良伎全集』（本山桂川編、全６巻、1931～32年）にまとめられている。
代表句としては「一寸粋なミッスの通る薔薇垣根」「トタン葺き春雨を聞く屋根でなし」などがある。墓所は青山霊園(1ロ14-4)。晩年を過ごした市川市の下総国分寺境内に「五月鯉四海を呑まんず志」の句碑が建てられている。また墨田区向島の三囲神社境内にも「広重の雪に山谷は暮れかかり」の句碑がある。